# حمله ببر

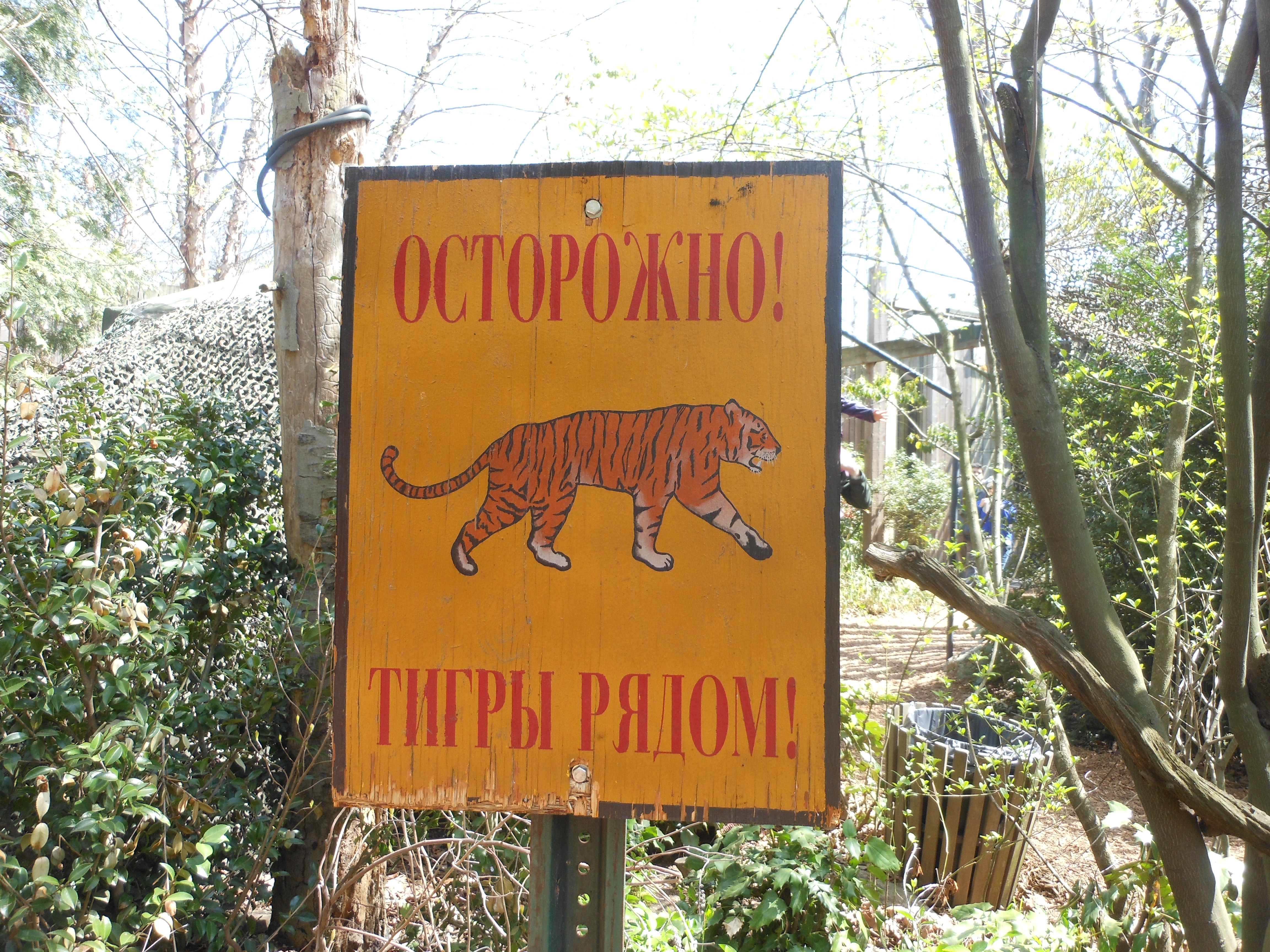
تابلوی هشدار در رابطه با محدوده و قلمروی ببر سیبری

حمله ببر (انگلیسی: Tiger attack) یکی از شدیدترین و خوفناک‌ترین درگیری‌ها میان انسان و جانداران حیات وحش است که به دلایل مختلف رخ می‌دهد و بیش از حملات سایر گونه‌های جانوری و دیگر گربه‌سانان، جان انسان‌ها را گرفته‌است. جامع‌ترین مطالعه در مورد مرگ‌ومیرها ناشی از حملات ببر حاکی از آن است که حداقل ۳۷۳۰۰۰ نفر به دلیل حملات ببر در حد فاصل سال‌های ۱۸۰۰ تا ۲۰۰۹ جان خود را از دست داده‌اند که بیشتر این حملات در جنوب و جنوب شرقی آسیا رخ داده‌است. در بخش جنوب شرقی آسیا، حملات ببرها پس از اوج‌گیری سده نوزدهم، به تدریج کاهش یافت هر چند، ادامه این حملات در جنوب و به ویژه در بخش سونداربانس همچنان و کماکان پابرجا بوده‌است.